# Круш, Фернанду
Ферна́нду да Консейса́н Круш (порт. Fernando da Conceição Cruz; 12 августа 1940, Лиссабон — 16 августа 2025) — португальский футболист, защитник.

## Футбольная карьера
Круш провёл большую часть профессиональной карьеры с «Бенфикой». Он становился восемь раз чемпионом Португалии и выиграл четыре Кубка Португалии в составе «Бенфики». Также в составе Бенфики стал обладателем кубка европейских чемпионов 1961 и 1962 годах и три раза становился серебряным призёром 1963, 1965 и 1968 годах.
Круш сыграл 11 матчей за сборную Португалии, его дебют состоялся 21 мая 1961 года в товарищеском матче с Англией, который закончился вничью 1-1.
Скончался 16 августа 2025 года.

## Достижения
«Бенфика»
- Чемпион Португалии (8): 1959/60, 1960/61, 1962/63, 1963/64, 1964/65, 1966/67, 1967/68, 1968/69
- Обладатель Кубка европейских чемпионов: 1960/61, 1961/62
  - Финалист: 1962/63, 1964/65, 1967/68
- Обладатель Кубка Португалии : 1961/62, 1963/64, 1968/69, 1969/70